# Las Vegas Motor Speedway

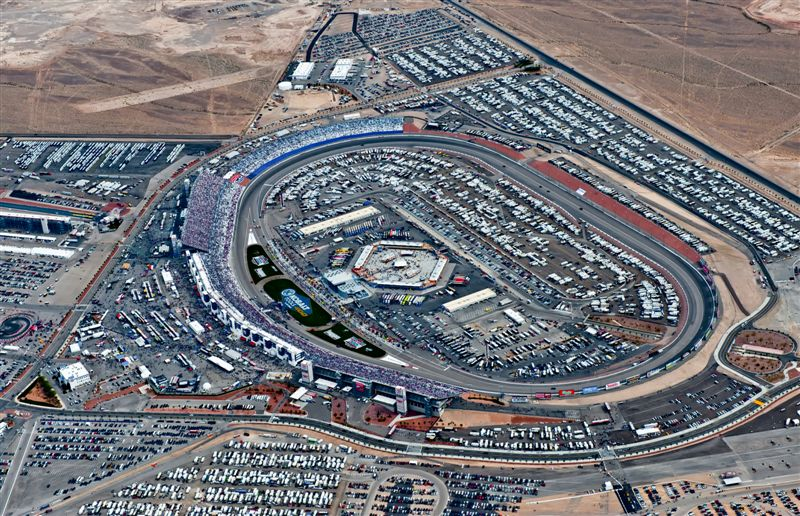
Foto aerea del Las Vegas Motor Speedway nel 2011.

Il Las Vegas Motor Speedway è un circuito automobilistico statunitense situato a Las Vegas. L'autodromo è di proprietà della Speedway Motorsports, e ha una capacità di 116.000 persone.